# Chủ nghĩa khu vực (chính trị)
Chủ nghĩa khu vực (tiếng Anh: Regionalism) là một hệ tư tưởng chính trị ủng hộ tăng cường quyền lực chính trị, ảnh hưởng và quyền tự quyết của người dân ở một hoặc nhiều đơn vị hành chính. Nó tập trung vào "sự phát triển của một hệ thống chính trị hoặc xã hội dựa trên một hoặc nhiều" khu vực và/hoặc lợi ích quốc gia, quy tắc hoặc kinh tế của một khu vực cụ thể, nhóm khu vực hoặc thực thể địa phương khác, đạt được sức mạnh từ hoặc nhằm củng cố "ý thức và lòng trung thành với một khu vực riêng biệt với dân số đồng nhất", tương tự như chủ nghĩa dân tộc. Cụ thể hơn, "chủ nghĩa khu vực đề cập đến ba yếu tố riêng biệt: các phong trào đòi quyền tự trị lãnh thổ trong các quốc gia đơn nhất; tổ chức của nhà nước trung ương trên cơ sở khu vực để thực hiện các chính sách của mình, bao gồm các chính sách phát triển khu vực; phân cấp chính trị và quyền tự trị khu vực".
Các khu vực có thể được phân định bởi đơn vị hành chính, văn hóa, ngôn ngữ, tôn giáo và nhiều loại khác. Yêu cầu của những người theo chủ nghĩa khu vực diễn ra dưới các hình thức "mạnh mẽ", chẳng hạn như chủ quyền, chủ nghĩa ly khai, ly khai và độc lập, cũng như các chiến dịch ôn hòa hơn để có quyền tự trị lớn hơn (chẳng hạn như quyền quốc gia, phi tập trung hóa hoặc phân quyền). Nghiêm túc mà nói, những người theo chủ nghĩa khu vực ủng hộ các liên hiệp quốc gia hơn là quốc gia dân tộc đơn nhất và chính phủ trung ương. Tuy nhiên, họ có thể chấp nhận các hình thức trung gian của định lý phân quyền.
Những người ủng hộ chủ nghĩa khu vực thường tuyên bố rằng việc củng cố các cơ quan quản lý và quyền lực chính trị trong một khu vực, với một chính phủ tập trung, sẽ mang lại lợi ích cho người dân địa phương bằng cách cải thiện nền kinh tế khu vực hoặc địa phương, xét về trách nhiệm tài chính tốt hơn, phát triển khu vực, phân bổ nguồn lực, thực hiện các chính sách và kế hoạch địa phương, khả năng cạnh tranh giữa các khu vực và cuối cùng là cả nước, phù hợp với nguyên tắc bổ trợ.